# Lemuria (fête)
Pour les articles homonymes, voir Lemuria.
 (juin 2021).
La mise en forme du texte ne suit pas les recommandations de Wikipédia : il faut le « wikifier ».
Les points d'amélioration suivants sont les cas les plus fréquents. Le détail des points à revoir est peut-être précisé sur la page de discussion.
- Les titres sont pré-formatés par le logiciel. Ils ne sont ni en capitales, ni en gras.
- Le texte ne doit pas être écrit en capitales (les noms de famille non plus), ni en gras, ni en italique, ni en « petit »…
- Le gras n'est utilisé que pour surligner le titre de l'article dans l'introduction, une seule fois.
- L'italique est rarement utilisé : mots en langue étrangère, titres d'œuvres, noms de bateaux, etc.
- Les citations ne sont pas en italique mais en corps de texte normal. Elles sont entourées par des guillemets français : « et ».
- Les listes à puces sont à éviter, des paragraphes rédigés étant largement préférés. Les tableaux sont à réserver à la présentation de données structurées (résultats, etc.).
- Les appels de note de bas de page (petits chiffres en exposant, introduits par l'outil «  Source ») sont à placer entre la fin de phrase et le point final[comme ça].
- Les liens internes (vers d'autres articles de Wikipédia) sont à choisir avec parcimonie. Créez des liens vers des articles approfondissant le sujet. Les termes génériques sans rapport avec le sujet sont à éviter, ainsi que les répétitions de liens vers un même terme.
- Les liens externes sont à placer uniquement dans une section « Liens externes », à la fin de l'article. Ces liens sont à choisir avec parcimonie suivant les règles définies. Si un lien sert de source à l'article, son insertion dans le texte est à faire par les notes de bas de page.
- La présentation des références doit suivre les conventions bibliographiques. Il est recommandé d'utiliser les modèles {{Ouvrage}}, {{Chapitre}}, {{Article}}, {{Lien web}} et/ou {{Bibliographie}}. Le mode d'édition visuel peut mettre en forme automatiquement les références.
- Insérer une infobox (cadre d'informations à droite) n'est pas obligatoire pour parachever la mise en page.

Pour une aide détaillée, merci de consulter Aide:Wikification.
Si vous pensez que ces points ont été résolus, vous pouvez retirer ce bandeau et améliorer la mise en forme d'un autre article.

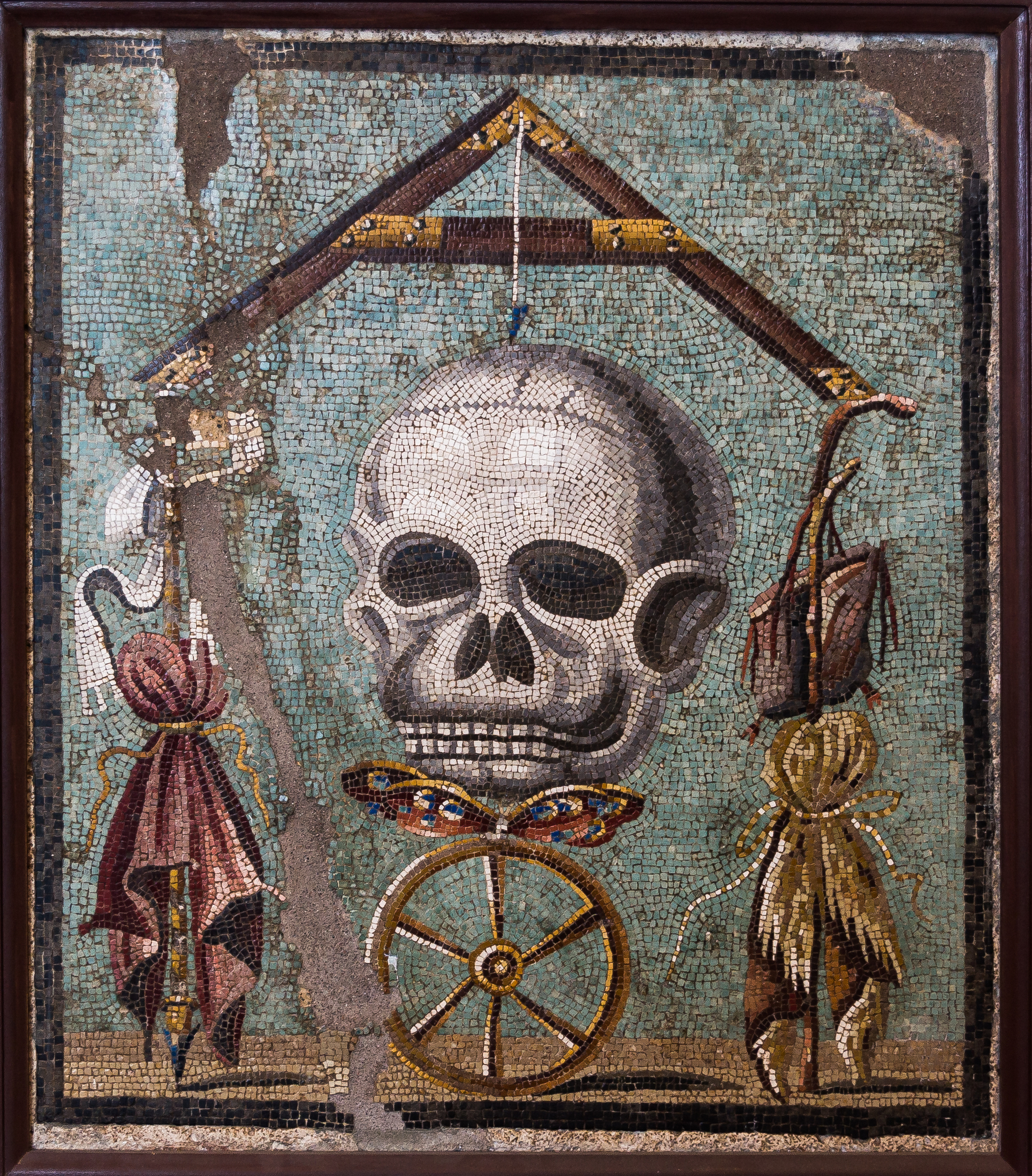
Memento mori

Les Lémuries (en latin Lemuria, ium et iorum n.) sont, durant l'antiquité romaine, des fêtes se déroulant le 9 au13 mai qui célèbrent et rendent hommage aux morts pendant lesquelles les Romains effectuent des rites pour exorciser les fantômes malveillants des morts de leurs maisons. Les principales informations sur les coutumes liées aux Lémuries proviennent des Fastes d'Ovide.

## Descriptif des rites effectués durant la fête
Cette fête se déroule au milieu de la nuit, à minuit, quand règne le silence. Ainsi, les revenants (les fantômes) apparaissent et les hommes sortent dans les rues, sans chaussures. Ils claquent des doigts pour signaler aux fantômes qu'ils sont là et se rendre maîtres de ces esprits. Cela permet de les chasser pour éviter qu'ils soient devant eux. Ils se lavent les mains trois fois dans une fontaine. Les hommes mettent ensuite dans leur bouche des fèves noires, et les crachent pour transmettre la force de l'énergie à l'acte rituel. Ils accomplissent ce rite en disant neuf fois "je jette ces fèves et avec elles je rachète moi et les miens". Puis ils répètent neuf fois cette phrase, les mains dans l'eau  : "mânes paternels, sortez". Cela permet ainsi de terminer un cycle et d'en ouvrir un autre, afin de chasser la mort pour faire appel à la vie et à la renaissance,.

## Symbolique de la fête
Les Romains ont un grand sens de la piété et une grande crainte vis-à-vis des morts. La fête des Lemuria a pour but de faire s'éloigner les morts, les revenants, les mauvais esprits. Elle permet de rendre les morts inoffensifs à leurs parents vivants et de les expulser. C'est également le renouvellement du cycle de la vie après la mort comme l'est le printemps après l'hiver. En outre, il peut s'agir également d'un culte des ancêtres, en témoigne le nom du mois de mai, maius, qui ressemble à maiores et qui signifie aïeux. Ou encore le culte de la divinité de la croissance appelée Maia (le comparatif maia signifie "plus grand" en latin). 

## Symbolique des rites
Pour ce qui est de la symbolique des rites, quelques éléments particuliers à relever :
- le milieu de la nuit, minuit, permet l'ouverture d'une porte avec le monde des morts. Le silence, lui, qui l'accompagne est associé à la mort (souvent, les oiseaux se taisent lorsqu'ils se sentent menacés).
- les pieds nus permettent une connexion, un contact direct avec les forces de l'infra-monde.
- claquer des doigts permet de briser le silence afin d'avertir les revenants et d'ainsi, éviter qu'ils ne surgissent devant soi. Cela relève d'une crainte superstitieuse.
- le lavage des mains dans l'eau (symbole de vie) d'une fontaine (symbole de pureté originelle) permet la purification. Ce rite est pratiqué trois fois : ce chiffre permet l'activation d'un vœu en magie.
- les fèves sont une offrande chthonienne : elles sont données aux morts. Il s'agit d'un signe de communion puisque morts et vivants font partie de la même société. Le père de famille les jette derrière lui afin que l'esprit les ramasse. Elles sont destinées aux divinités émergeant du sol.
- une première formule (deux au total) est alors répétée neuf fois : derrière ce chiffre se trouve l'idée que l'on termine un cycle et qu'un autre débute. Une nouvelle vie commence.
- lorsque le rite est terminé, le père de famille regarde derrière lui : il est ainsi consommé pour une année.

## Héritage des Lémuries
La fête romaine des Lémuries a laissé des traces au fil de l'Histoire. 
Elle aurait par exemple, avec les Parentalia (une autre fête romaine), inspiré la fête catholique de la Toussaint que nous connaissons aujourd'hui, bien que cela reste une théorie.
Elle a également laissé une trace de son nom dans celui des Lémures, des mythes de l'époque romaine ; ce sont des âmes damnées d'hommes et de femmes ne pouvant trouver le repos à la suite d'une mort tragique ou violente.